# A. Lange & Söhne

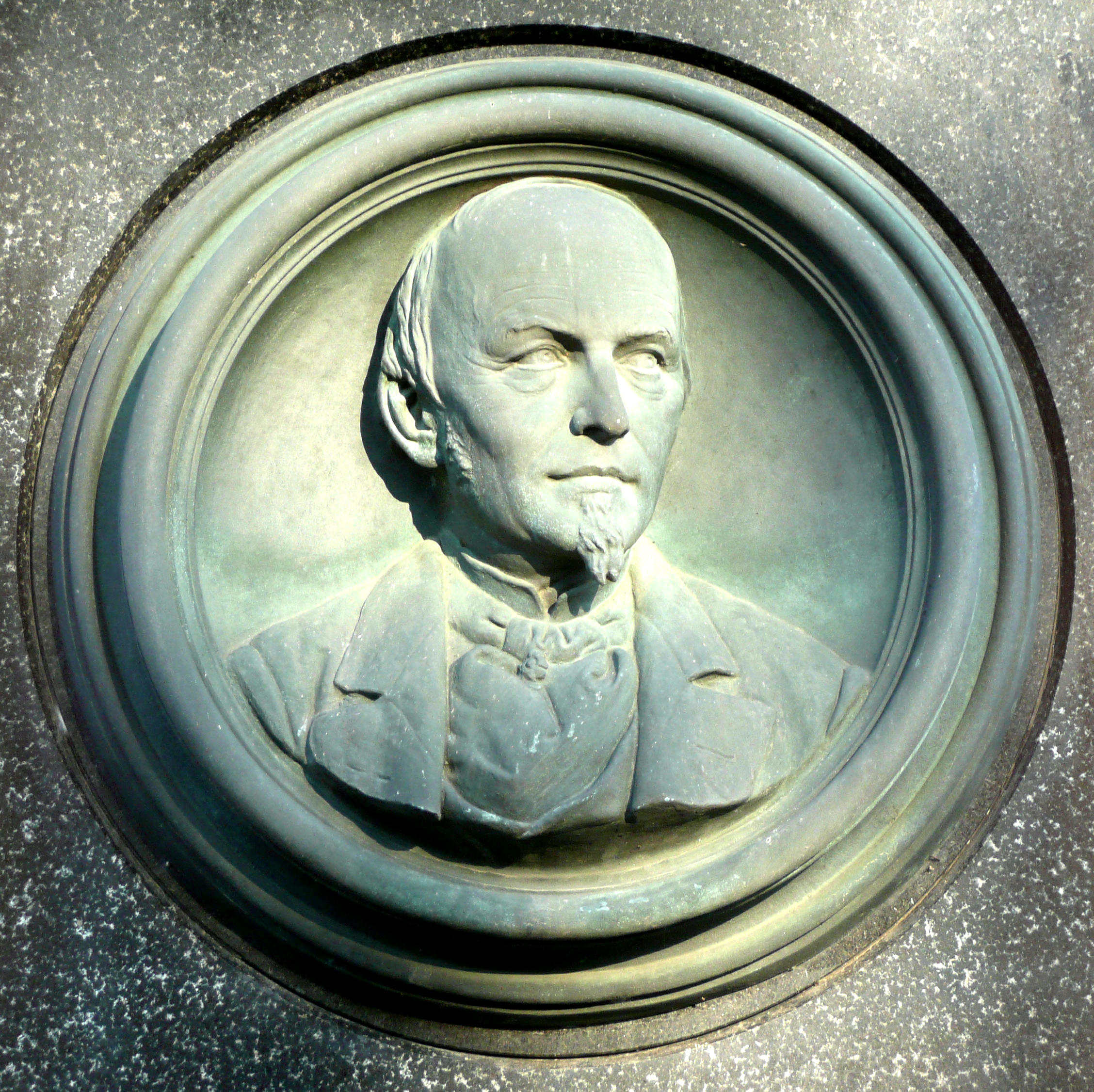
Zakladatel firmy Ferdinand Adolph Lange

A. Lange & Söhne je obchodní značka německého výrobce hodinek společnosti Lange Uhren GmbH. Hodinky této značky jsou cenově i kvalitou srovnatelné s výrobky proslulých firem jako jsou švýcarské Patek Philippe či Vacheron Constantin.

## Historie
Společnost Lange Uhren GmbH byla založena v roce 1845 Ferdinandem Adolphem Langem v městečku Glashütte, které leží poblíž Drážďan. V roce 1948 zabavila sovětská poválečná správa majetek společnosti a značka Lange přestala existovat. V roce 1990 po kolapsu a rozpadu NDR však Walter Lange, jehož pradědečkem byl právě zakladatel firmy Ferdinand Adolph Lange, obnovil společnost pod novým názvem A. Lange & Söhne a v současnosti patří celá firma skupině Richemont International SA.